# Distretto di Caracoto
Il distretto di Caracoto è uno dei quattro distretti  della provincia di San Román, in Perù. Si trova nella regione di Puno e si estende su una superficie di 285,87 chilometri quadrati.

Ha per capitale la città di Caracoto e contava 7.570 abitanti al censimento 2005.